# Pseudophilautus oxyrhynchus
Pseudophilautus oxyrhynchus é uma espécie de anfíbio da família Rhacophoridae. Foi endémica do Sri Lanka.